# 재일본조선노동총동맹
재일본조선노동총동맹(在日本朝鮮勞動總同盟)은 재일조선인의 노동운동단체이다.
기관지 『조선노동』과 『노동독본』을 발행하는 등 일본 내 조선인들의 노동환경 개선에 힘 썼으며, 노동 운동 외에도 3.1운동기념투쟁과 관동진재조선인학살추도회, 국치일 기념투쟁, 조선총독폭압정치반대투쟁 등에도 참여하며 활발하게 활동했다.